# Церква Різдва Пресвятої Богородиці (Волочиськ)
Церква Різдва Пресвятої Богородиці у Волочиську — парафія і храм греко-католицької громади Хмельницького деканату Кам'янець-Подільської єпархії Української греко-католицької церкви в м. Волочиськ Хмельницької области.

## Історія церкви
Історичні дані, на які покликався тодішній вікарій Тернопільської єпархії УГКЦ о. митрат Василій Семенюк, свідчать, що до 1723 року в містечку Волочиськ на Збручі існували дві українські греко-католицькі церкви. Однак наприкінці XVIII — на початку XIX століття греко-католицизм був знищений російським царизмом. Після здобуття Україною незалежності, з метою відновлення історичної справедливості, постало питання про створення громади УГКЦ у Волочиську, одним з ініціаторів якої був Любомир Хоптяний.
Улітку 1995 року в місті була офіційно зареєстрована громада УГКЦ. Богослужіння проводили в приміщенні Школи мистецтв.
У 1997 році на Вербну неділю було відкрито та освячено тимчасову капличку Різдва Пресвятої Богородиці. Іконостас та ікони для неї створили місцеві художники Михайло та Оксана Авдиковичі. Значну допомогу в будівництві надав голова колгоспу із с. Староміщина Зеновій Довгий.
У будівництві нового храму велику роль відіграла Тернопільська вища духовна семінарія ім. патріарха Йосифа Сліпого на чолі з о. митратом Василієм Семенюком, а також о. Й. Касперський з Німеччини. Будівництво нового храму розпочалося за о. Володимира Турина, а завершилося за о. Володимира Козака. 4 грудня 2002 року його урочисто освятив владика Михаїл Сабрига.
7 травня 2006 року парафію відвідав Глава УГКЦ кардинал Любомир Гузар разом із владиками Михаїлом Сабригою, Василієм Семенюком, Василієм Івасюком та екзархом Казахстану о. Василем Говерою.
При парафії діють:
- Спільнота «Матері в молитві».
- Молодіжний хор та Вівтарна дружина.
- Біблійний гурток та недільна школа.

На парафії ведеться катехитична праця з дітьми, молоддю та дорослими, проводяться реколекції, прощі, молодіжні та дитячі вистави.

## Парохи
- о. Зиновій Гончарик (до 1996),
- о. Євстахій Ладика (1996—1999),
- о. Володимир Турин (1999—2000),
- о. Володимир Козак (з лютого 2000).